# 요코타 메구미

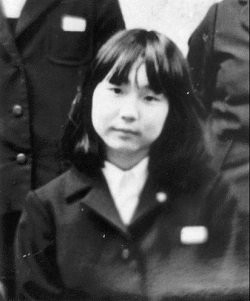

요코타 메구미(일본어: 横田 めぐみ, 1964년 10월 5일~몰년 미상)는 1977년 11월 15일 만 13세 나이에 일본 니가타현 니가타시에서 귀가 도중 조선민주주의인민공화국에 납치당한 일본 여성이다. 현재까지 납북당한 일본인 가운데 가장 어리다. 김정일 조선민주주의인민공화국 국방위원장은 2002년 북일정상회담에서 그녀 납치 사실을 시인하였다. 현재는 살아 있다는 증언도 있다.
조선민주주의인민공화국은 그녀가 1986년 8월에 김철준과 결혼해 1987년 9월에 딸 김은경(또는 김혜경)을 낳았으며, 이후 심각한 산후 우울증을 겪다가 1993년부터 별거에 들어가면서 2차례 병원에 입원하였고, 1994년 4월 13일에 자살했다고 발표했다. 2004년 조선민주주의인민공화국은 요코타의 유골을 일본에 넘겨주었으나, 일본 측은 DNA 감정 결과 다른 사람의 유골이라고 주장하였다. 이후 일본 외무성은 김은경의 DNA를 입수해 조사하고, 결국 유골은 요코타 메구미가 아닌 게 밝혀졌다.
아이 아버지 김철준은 1978년 대한민국 전라북도 선유도에서 납치당한 김영남(납북 당시 나이 16세)라고 주장했다.
1980년부터 1984년까지 북한의 숙소에서 메구미와 같은 또 다른 납북 피해자인 리은혜와 함께 살았다.
가족: 요코타 시게루(아버지), 요코타 사키에(어머니), 쌍둥이남동생들:요코타 타쿠야, 요코타 테츠야, 김은경(딸)

## 관련인
- 리은혜(진짜 이름:다구치 야에코)
- 소가 히토미

## 같이 보기
- 김현희
- 납북 일본인 문제
- 납북자